# Мвали
Мва́ли, также — Мохе́ли (ком. Mwali, фр. Mohéli) — остров в Индийском океане в архипелаге Коморские острова. Общая площадь острова около 290 км². Население составляет около 38 000 человек (на 2006 г).
Климат тропический, влажный и жаркий.
Остров Мвали (Мохели) образует одноимённый автономный регион Союза Коморских Островов. Его административный центр и крупнейший город — Фомбони.

Флаг Мвали (Мохели).

## Сепаратизм

Флаг Демократической республики Мвали (1997—1998)

11 августа 1997 года остров Мвали вышел из состава Федеративной Исламской Республики Коморские Острова, вслед за островом Ндзуани, на котором было провозглашено государство Анжуан. Была провозглашена Демократическая республика Мвали (фр. République démocratique de Mwali) Лидерами сепаратизма Мвали были Саид Мохамед Софе, ставший её президентом, и Содрири Ахмед, ставший премьер-министром.
Однако в 1998 году в результате переговоров с федеральным правительством произошло мирное воссоединение острова с федерацией.

## Административное деление
Автономный регион делится на 3 префектуры:
- Фомбони (préfecture de Fomboni)
- Ньюмашува (préfecture de Nioumachoi)
- Джандо (préfecture de Djando)